# Elden, Yeşilova
Elden là một xã thuộc huyện Yeşilova, tỉnh Burdur, Thổ Nhĩ Kỳ. Dân số thời điểm năm 2010 là 101 người.